# Казанский Головинский монастырь
Каза́нский Голови́нский монасты́рь (Каза́нской ико́ны Бо́жией Ма́тери Голови́нский монасты́рь) — несохранившийся женский монастырь в честь Казанской иконы Божией Матери.
Первоначальное местонахождение — при селе Головино Московского уезда (на данный момент адрес — Москва, Кронштадтский бульвар, 33). Устроителем богадельни, с основания которой в 1876 году началась история монастыря, являлся московский купец Никита Игнатьевич Сидоров. По другой версии, датой основания обители является 1882 год, когда была основана Казанская женская община, или 1886 год, когда община была переименована в монастырь. После 1917 года для сохранения обители она была переименована в артель, которую в 1923 году (по другим данным, в 1925 году) упразднили, основав здесь санаторий. Окончательное закрытие монастыря произошло в 1929 году (по другим данным, в 1930-х годах).
Монастырь представлял собой архитектурный ансамбль в русском стиле. Кроме многочисленных второстепенных построек и кладбища, в обители имелось 4 храма с 6 престолами: церковь Во имя Всемилостивого Спаса, Казанский храм, Троицкий собор и больничная церковь Святой мученицы Акилины, а также колокольня. Главной святыней монастыря была Казанская икона Божией Матери. Все постройки монастыря, кроме колокольни, были уничтожены в 1970-х годах, когда на их месте возвели многоэтажные дома. Кладбище также было уничтожено. Уцелевшая колокольня приписана к Знаменскому храму в Аксиньине.

## История

### Российская империя

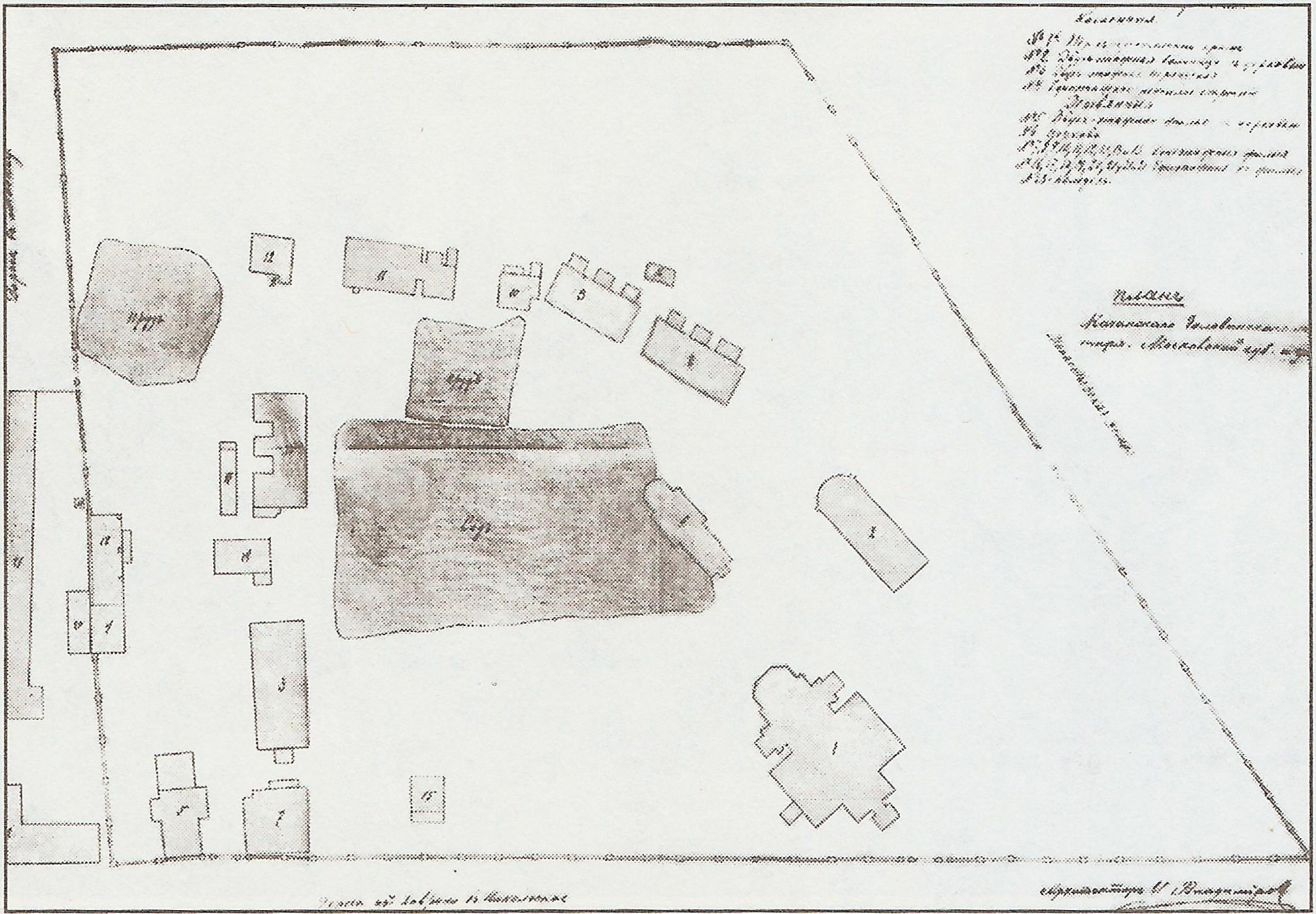
План монастыря

Сельцо Головино, в котором располагался будущий монастырь, известно с XV века и получило название от прозвища «Голова», которое носил хозяин Иван Ховрин как умелый строитель (по другой версии, как крестник великого князя Ивана III). Превращённое в Смутное время в пустошь, селение впоследствии неоднократно делилось и перепродавалось, пока не перешло в руки штаб-ротмистра Михаила Ивановича Головина. Дальнейшая история сельца, территория которого вошла в 1960 году в состав Москвы, была тесно связана с возникшим здесь монастырём.
С 1860-х годов сельцом Головино с 11 дворами владела супруга М. Н. Головина Варвара Ильинична Головина-Батюшкова (ум. 5 декабря 1880 года), отличавшаяся религиозностью и любовью к странникам и юродивым и бывшая щедрой на милостыню. Намерение Головиной устроить в имении домовую церковь не было благословлено митрополитом Московским св. Филаретом (Дроздовым), несмотря на прошение, поданное ему. В 1869 году в Головино прибыл государственный крестьянин села Новый Келец Скопинского уезда Рязанской губернии Иродион Иванович Гулин (согласно другим сведениям, монах Михаил или схимонах Николай) в возрасте 45 лет. Крестьянина почитали как юродивого старца-странника. Началом декабря 1869 года датируется прибытие в имение Головиной девиц Марии Михайловны Стрельниковой (крестьянки из деревни Красной Хорошеводской волости Ефремовского уезда Тульской губернии), которую будут считать начальницей сестёр, Екатерины Яковлевны Муравьёвой (Муравлёвой) (крестьянки из села Большие Ольховцы Лебедянского уезда Тамбовской губернии), которых хозяйка приняла по просьбе старца. Немного позже прибыла и Евдокия Кузьминична Репкина, крестьянка из села Рогова Осиповской волости Старобельского уезда Харьковской губернии. Бывшая супруга старца Екатерина Николаевна, присоединившаяся затем к обители, 26 июня 1887 года была пострижена в рясофор. Для жилья сёстрам отвели первый этаж деревянного флигеля в имении, в то время как старец выбрал уединённую, «тесную убогую» хижину усадебного парка, где он жил с 9 декабря 1869 года и разместил там привезённую икону Казанской Божией Матери. По преданию, Гулин предсказал девицам скорое создание в Головине женского монастыря и просил Головину устроить церковь на втором этаже того же флигеля.
Ещё в 1871 году М. И. Головин обращался с просьбой устроить церковь в своём имении, — из-за слабого здоровья ему было затруднительно посещать приходский храм в Аксиньине. Однако так как его чин был небольшим, в устройстве церкви было отказано. Тем не менее, вскоре состоялась личная встреча Головиной, просившей благословения на устройство храма, и нового Московского митрополита св. Иннокентия (Вениаминова). В результате в 1872 году была устроена и освящена домовая церковь во имя Всемилостивого Спаса. Первые девицы принесли в имение Казанскую икону, написанную около 1860—1862 годов художником А. В. Васильевым. Когда 25 июня 1872 года умер Гулин, уехавший незадолго до этого на родину, четыре сестры присутствовали на его погребении. Все женщины продолжали посещать Спасскую церковь и выполняли работы для Головиной. В награду они получали в месяц два пуда муки на всех и рубль денег каждая.
1870-е годы для Головина и общины отмечены частыми визитами клирика Данилова московского монастыря иеродиакона Серафима (ум. 28 декабря 1883 года), к которому питали особое уважение как Головины с сёстрами, так и московское купечество, и московского купца Н. И. Сидорова. 21 декабря 1876 года купцом, получившим совет от иеродиакона, за 3000 рублей было выкуплено у Головиной 7 десятин 1400 квадратных саженей земли с разнообразными угодьями на ней, которые он использовал для постройки богадельни, рассчитанной на 20 человек; в ней он поселил семь девиц. Хозяйственной частью в богадельне, равно как и занятиями прочих сестёр, заведовала Мария Стрельникова, старшая среди них. К 6 февраля 1881 года относится приобретение Сидоровым оставшейся части села и пустоши Быково с лесом, господским домом, хозяйственными постройками и принадлежностями, скотом. По одним данным, размер земли, купленной за 30 000 рублей у дочери умершей, жены генерал-адъютанта Софии Николаевны Слепцовой по её же предложению и её цене, с лесом составлял 75,5 десятин. По другим сведениям, размер составил 57 десятин 666 квадратных саженей.
В ходатайстве, поданном в мае 1881 года митрополиту Московскому и Коломенскому Макарию (Булгакову), купец изложил просьбу об официальном учреждении общины. Согласно взятым Сидоровым на себя обязательствам, всё имение с более чем 57 десятинами земли, постройками (домом и надворными строениями) и хозяйством должно было быть пожертвовано сёстрам; доход с имения достигал 2000 рублей, которых вполне хватало для создания женской общины. На последнее обстоятельство было указано при ходатайстве московского епархиального начальства перед Св. Синодом о создании общины; министр внутренних дел, по сообщению обер-прокурора Св. Синода от 20 августа 1882 года за № 4018, не увидел препятствий для этого. Результатом стало учреждение высочайшим повелением от 9 мая 1881 года и определением Синода от 4 сентября 1882 года за № 1032, которым был уведомлен митрополит Московский и Коломенский Иоанникий, Казанской женской общины в селе Головино «с тем, чтобы она никогда не производила книжных сборов для усиления своих средств и не испрашивала каких-либо пособий от казны или Св. Синода». Одновременно митрополиту поручили сделать представление в Св. Синод об укреплении за общиной имения купца, что и было выполнено 15 ноября 1884 года за № 320. Обер-прокурор Синода 14 февраля 1885 года за № 640 написал Его Высокопреосвященству, что участок земли рядом с селом Головино, пожертвованный Сидоровым, и размером в 57 десятин 666 квадратных саженей, был закреплён императором Александром III за монастырём 7 февраля 1885 года. Впоследствии от купца обитель получила ещё 7 десятин 1400 квадратных саженей земли там же со всеми постройками (закреплены императором 1 мая 1886 года) и 2 октября того же года — неприкосновенный капитал в виде пожалованных 15 тысяч рублей в процентных бумагах. Последние, по предписанию Московской духовной консистории, должны были быть внесены настоятельницей в приходную монастырскую шнуровую книгу.
Стрельникова, первой ставшая во главе общины, была избрана двадцатью тремя старшими сёстрами и купцом Сидоровым — 30 октября 1882 года. Митрополит Московский Иоанникий (Руднев) 2 ноября того же года своим указом утвердил её в должности. Купец Сидоров 9 августа 1883 года подал ходатайство о пострижении сестёр общины в рясофор и утверждении избранных на должности, и митрополит Иоанникий 23 августа того же года дал на это разрешение. Пятого октября 1883 года настоятелем Иосифова Волоколамского монастыря архимандритом Сергием, попечителем общины, в рясофор были пострижены Стрельникова, казначея Е. Я. Муравьёва и благочинная Е. К. Репкина. Сёстры тогда же облачились в монастырские одеяния и камилавки. Из прошения Сидорова 1884 года следует, что сёстры участвовали в богослужениях, поддерживали «строгий порядок во всём строе жизни», и благодаря этому происходило привлечение окрестных жителей.
Ещё купец Сидоров, которого «сёстры обо всём спрашивали и во всём внимали его советам и распоряжениям», с разрешения митрополита Иоанникия пригласил проводить богослужения в обители, а именно в Казанской церкви, заштатного клирика из села Шеметова Коломенского уезда Московской губернии священника Василия Иоанновича Раевского, который приступил к своим обязанностям 23 января 1883 года. Вскоре купец обратился к митрополиту с просьбой открыть при храме штатный причт из священника и псаломщика, на что он внёс 6000 рублей: проценты с них должны были идти на содержание причта. Также для них были выстроены два деревянных дома, обязанность ремонта и отопления которых лежала на общине. Итогом действий митрополита же стал указ Св. Синода от 6 марта 1884 года за № 729, который разрешил открыть вакансии. Вакансию псаломщика занимал диакон Павел Фёдорович Троицкий из села Аксиньина, служивший в обители с 14 апреля 1883 года (по другим данным, 1884 года): именно в этот день он был посвящён епископом Дмитровским Алексием в диакона храма. Указом из Московской духовной консистории от 29 июля 1885 года за № 3923 В. И. Раевский был определён на штатное священническое место в общину. На содержание причта шли ежегодно 323 рубля процентов с 6800 рублей, положенных «на вечное время» и заключаемых в облигациях восточного займа, а именно с 6000 рублей купца Сидорова (1883 год), 400 рублей купчихи Мыльниковой (1884 год), 100 рублей Адрианова (1887 год), 200 рублей, внесённых в 1887 году, и 100 рублей Хлудова, а также доходы от проведения служб. В роли духовника для насельниц некоторое время выступал старец московского Златоустовского монастыря иеросхимонах Иоанн (иеромонах Исихий; ум. 17 октября 1888 года).
Ещё летом 1885 года благочинный священник Николай Буравцев, осмотревший по заданию консистории общину, написал о ней: «имеет способство к возведению её в общежитийный монастырь. Она по внешнему устройству имеет уже как бы вид монастыря и обнесена вместе с надвратными строениями деревянной оградой». Результатом действий Сидорова и митрополита Иоанникия, 6 ноября 1885 года обратившегося в Св. Синод, переименование общины в Казанский Головинский общежительный монастырь состоялось согласно указу Синода от 7 марта 1886 года за № 834, утверждённого императором 1 мая 1886 года. 27 июля того же года обитель была торжественно открыта. По этому случаю митрополит Московский Иоанникий совершил божественную литургию в Казанском храме, после чего прошёл с крестным ходом вокруг всего монастыря. Во время него были совершены на четырёх противоположных сторонах литии, и посреди монастыря с коленопреклонением была совершена молитва об открытии обители.

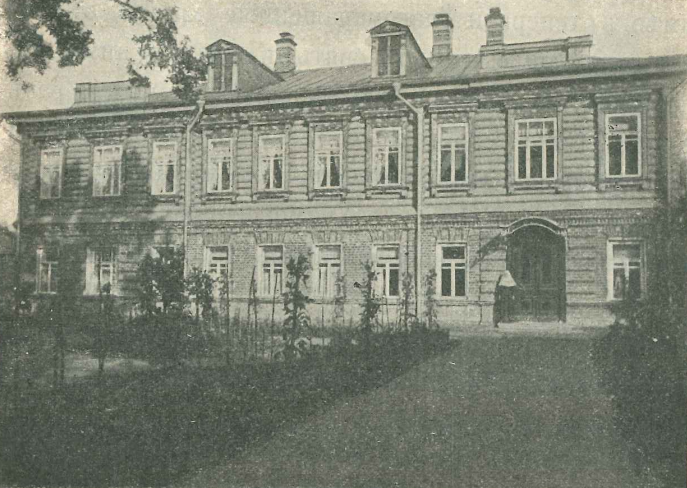
Настоятельский корпус монастыря в 1912 году

В 1883—1886 годах в отношении облачения и «наглавия» при богослужениях примером сёстрам, которых насчитывалось около 40 человек, служили насельницы Бородинского во имя Нерукотворного образа Спасителя монастыря и Ивановского монастыря в Москве. Впоследствии Синод принял решение, согласно которому в штат общины с 7 марта 1886 года полагалось входить 15 монахиням и 15 послушницам. Согласно указу митрополита Иоанникия от 29 апреля 1886 года последовали постриг Стрельниковой в монахини с именем Магдалина, совершённый 18 мая 1886 года архимандритом Сергием, и назначение её настоятельницей монастыря (на должность эту избрана сёстрами). Магдалина, уволенная 7 января 1887 года по собственному прошению на покой, жила в монастыре до кончины, пользуясь особым почитанием сестёр (по некоторым, данным приняли схиму с именем Феофания и была жива ещё в ноябре 1914 года). В монахини также была пострижена и казначея Муравьёва, принявшая впоследствии схиму с именем Евгения и почитавшаяся старицей. Её постриг в монахини состоялся 1 августа с именем Еликонида. С 7 января 1887 года во главе монастыря стала бывшая насельница серпуховского Владычного монастыря игуменья Филарета (Смирнова) (в сан игуменьи возведена 1 сентября 1887 года), много сделавшая для благоустройства обители во всех отношениях, с 1893 года — игуменья Олимпиада, при которой монастырь стал процветать. В 1904 году настоятельницей монастыря была монахиня Надежда, казначеей — монахиня Еликонида, благочинной — монахиня Евпраксия.
К открытию причта в общине было 12 человек. Если в августе 1883 года число сестёр насчитывало около 40 человек, а в 1884 году уже 44 человека (по другим данным, 55), то к 1890 году здесь проживало 130, в том числе 8 монашествующих и 12 послушниц, к 1900 году — 8 монахинь и 9 послушниц, в 1904 году — 150 человек, в 1907 году — уже игуменья, 15 монахинь и 160 послушниц. Перед началом Первой мировой войны в монастыре насчитывалось 150 монахинь и послушниц. Сохранились также данные о 175 монахинях и послушницах. Из числа подвижниц обители следует отметить монахиню Леониду (Обухову), приходившуюся родственницей Варвары Головиной и духовной дочерью епископу Дмитровскому Леониду (Краснопевкову).
К 1890 году во владения монастыря, расположенного на небольшой возвышенности, входили 65 десятин земли, в том числе 21 десятина пахотной, 2 десятины огородной, 10 десятин леса (в основном дровяного), 4 десятины под парком, 5 десятин кустарника, 12 десятин под строениями, 3 десятины болот, 8 десятин дорог и «неудобной» земли. Данные 1900 года говорят о 63 десятинах земли, в том числе о 21 десятине пахотной, 15 десятинах леса и 27 десятинах неудобной земли. По данным 1908 года, земли также было 63 десятины. По некоторым данным, кроме 63 с лишним десятин земли, во владения обители входили 75 десятин дровяного леса в Ростокинской волости, находившейся по соседству, и два дома на Сретенке, в Луковом переулке. Выгоду обители приносили лишь пахотные и огородные земли. На огородах выращивали капусту, огурцы и прочие овощи, урожая которых иногда хватало на целый год. Хороший урожай с пахотной земли же составлял около 80 четвертей ржи, 70 четвертей овса и 100 четвертей картофеля. Выращивалась также пшеница. Таким образом, земли, принадлежавшие обители, играли немаловажную роль в обеспечении её существования. В обители также имелось несколько десятков ульев.
За первые два года было собрано 4000 рублей капитала. Кроме того, доход монастырю приносили проценты с 15 000 рублей, пожертвованных Сидоровым в 1885 году, и ещё с 5000 рублей, внесённых в виде вклада разными людьми «на вечное поминовение при чтении Псалтыри». В число вкладчиков входили иеродиакон Хрисанф (1000 рублей в 1883 году на вечное поминовение иеродиакона Серафима), почётная потомственная гражданка Олимпиада Филипповна Мыльникова (500 рублей в 1885 году), купец Александр Никитич Ксенев (1000 рублей в 1886 на поминовение рода Нахоровых), купец Г. И. Хлудов (300 рублей в 1888 году), купчиха Акилина Алексеевна Смирнова и другие. Деньги также жертвовались на трапезу, а пожертвования иногда состояли из дров, ржаной муки, рыбы и чая. Монастырём также практиковалась сдача своё земли в аренду под застройку дач. Многочисленными благотворителями, а также трудами игуменьи Олимпиады, объясняется быстрое достижение монастырём цветущего состояния.

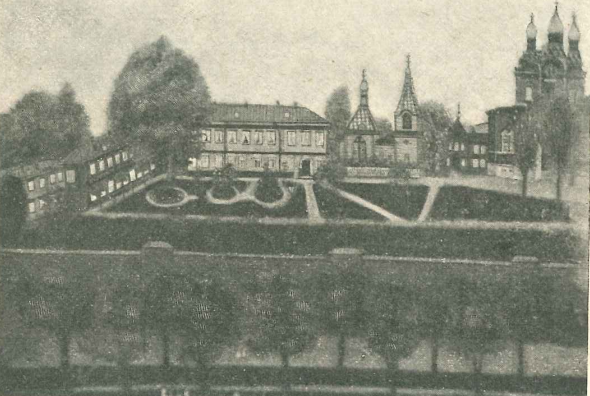
Общий вид монастыря в 1912 году

Насельницы монастыря занимались работой на огородах, сами жали и молотили, занимались пчёлами. Их труд включал работу в скотной (держали коров, лошадей и овец), поварне, хлебенной и просфорне. Помимо работы в иконописной и золотошвейной мастерских, занятия сестёр включали шитьё одежды и белья (для других храмов сёстры шили облачения ещё в 1872 году), вязание, вышивание по канве «шерстями» и шёлком. На Всемирной Парижской выставке 1900 года золотошвейная работа с жемчугом принесла обители Гран-при. Сёстры занимались и чтением с хоровым пением во время богослужений.
В число посетителей обители входят митрополит Московский Иоанникий, Дмитровские викарные епископы Леонид (Краснопевков) и Амвросий (Ключарёв), Трифон (Туркестанов), иеросхимонах Аристоклий Афонский (Амвросиев), старец Захария (Минаев; 1850—1936), митрополит Михаил (Йованович) (его визит состоялся 9 февраля 1887 года; слушал литургию и посетил кельи настоятельницы Филареты), обер-прокурор Синода К. П. Победоносцев с супругой Екатериной Александровной (их визит датируется 30 мая или, по другим данным, 30 марта 1883 года) и другие.
В беседах таких Оптинских старцев, как преподобный Варсонофий (Плиханков) и преподобный Анатолий (Потапов), содержатся советы для женщин, собирающихся вступить в монахини, поступать в Казанский монастырь либо в Аносин Борисоглебский монастырь. Из-за расположения монастыря и его удобств в него приезжали на лето, а иногда и на зиму женщины.
Есть свидетельства об активном участии насельниц монастыря в Первую мировую войну в помощи раненым, сборе тёплых вещей, книг для солдат и т. д.
Как пишут исследователи, «до последних предреволюционных лет монастырь богател, благоустраивался, оставаясь одним из примеров добродетельной монашеской жизни».

### При советской власти
Принятие в начале 1918 года Декрета об отделении церкви от государства и школы от церкви повлекло регистрацию насельниц монастыря как сельскохозяйственной земледельческой артели. В этом они, по примеру многих других монастырей, нашли способ защитить обитель от закрытия. Есть сведения, что в 1919 году монастырь был использован Никольской больницей для обустройства госпиталя, на содержание которого ежегодно Наркоматом здравоохранения выделялось 500 рублей.
Отчёт от 17 февраля 1922 года, который архиепископу Крутицкому Никандру (Феноменову) отправил благочинный протоиерей А. Терновский, сообщал о богослужениях в Троицком храме, совершаемых протоиереем Виктором Румянцевым, иереем Василием Лихарёвым и диаконом Николаем Куровым. Последние «ревностно относятся к возложенным на них обязанностям».
6 апреля 1922 года произошло изъятие у обители 9 пудов 1 фунта 24 золотника серебра. Упразднение сельскохозяйственной артели относится к 1925 году. Территория монастыря перешла в распоряжение санаторного объединения Мосздравотдела, а корпуса обители были использованы для размещения санатория. Насельницы, которые остались жить в селе, устраивались в санаторий посудомойками, уборщицами и т. д. Затем территорию обители отдали в распоряжение Краснопресненского совета рабочих фабрики Петра Алексеева и студентов и рабочих Петровской сельскохозяйственной академии, что сопровождалось максимальным уплотнением насельниц. В 1924 году властями было принято окончательное решение уничтожить артель, при этом насельницы по предлогом жилищного кризиса должны были быть выселены. Несмотря на противодействие властей, монахини использовали различные способы, чтобы остаться в обители, а богослужение продолжалось.
В 1920-х годах настоятельница пригласила в обитель архимандрита московского Чудова монастыря преподобномученика Амвросия (Астахова), и последний, согласившись, некоторое время жил здесь. Вместе с монастырским священником Василием Лихарёвым архимандрит совершал богослужения в Казанской церкви. К 1928 году относится конфискация дома церковнослужителей и земли; для богослужений был отведён лишь Казанский храм.
4 мая 1929 года собрание рабочих местных фабрик и жителей с. Головина постановило ходатайствовать перед властями о закрытии Казанской церкви. Предлогом для закрытия храма стало, что церковь используют лишь как склад для вещей и место для проживания насельниц.
Последний храм был закрыт в 1931 году, в нём разместился клуб фабрики Петра Алексеева. Согласно же мнению исследователей П. Г. Паламарчука, Б. Селиверстова и других, это произошло в 1929 году. Одна из последних инокинь, рассказы которой были записаны в конце 1960-х годов Н. И. Якушевой, сообщила, что её и старших сестёр выслали, а послушниц распустили. Последняя настоятельница носила имя Евгения. Память о рукодельных мастерских и молочной ферме монастыря сохранялась, согласно тем же записям, и спустя 40 лет.

## Здания и постройки

### Церковь во имя Всемилостивого Спаса
Плодом личной встречи Головиной и Московского митрополита св. Иннокентия (Вениаминова) стала домовая церковь во имя Всемилостивого Спаса (в честь фамильного образа дома Головиных), устроенная на втором этаже флигеля и освящённая 17 февраля 1872 года благочинным, священником села Всехсвятское Никанором Румянцевым. Кроме Головиной, устраивать и украшать храм помогали и другие люди, в том числе благодаря Гулину. Материалом для изготовления верхней доски престола этого храма стал кипарисовый ящик, который старец Гулин и первые девицы использовали для переноса в имение Казанской иконы. Последняя была написана около 1860—1862 годов художником А. В. Васильевым и помещена в церкви за левым клиросом. Домовая церковь была приписана к селу Аксиньино, и поэтому изначально богослужения проводились священниками этого поселения, а также — по приглашению Головиной — иеромонахами московских монастырей. Так, в мае 1872 года в церкви два раза в месяц по воскресеньям совершал литургию священник села Аксиньино отец Василий, при этом сёстры занимались пением на клиросе и чтением по очереди «Апостола»; также они помогали при богослужении. Стоимость храма составляла 3250 рублей. В 1910 году состояние храма оценивалось как хорошее.

### Казанский храм

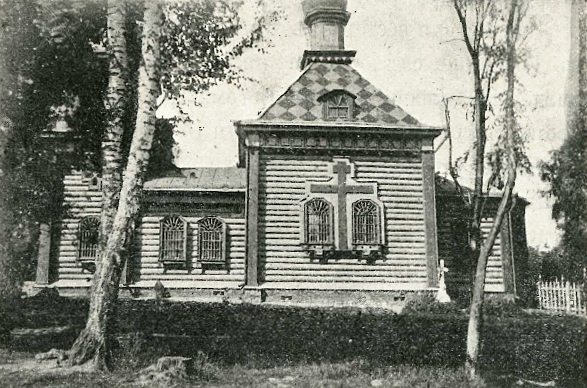
Казанская церковь в 1912 году

Домовая Спасская церковь уже к 1880 году перестала вмещать всех сестёр, и Сидоров обратился к московскому епархиальному начальству с ходатайством о возведении в обители на свои средства отдельной церкви в честь Казанской иконы Божией Матери. После получения из строительного управления Московского губернского управления утверждения и одобрения представленного купцом плана начальство московское епархиальное начальство дало разрешение на постройку храма. Он был возведён из дерева на каменном фундаменте в 1882 году (крыша храма, его главы и колокольни была из железа). Внутренняя длина храма от западных дверей трапезной до восточной стены алтаря составляла 8 сажень 2¼ аршина (по другим данным, 26 аршинов), а ширина в алтаре 7 аршин 9 вершков, в самой церкви 10 аршин 10 вершков, а в трапезной — 7 аршин 9 вершков. Освещался храм через 11 окон, не считая четырёх небольших оконных проёмов в куполе. Единственный вход в храм находился с запада из паперти; параметры последней — 5 аршин 3 вершка длины и столько же ширины. Над его папертью была колокольня, на которой висело 8 колоколов; вес самого большого из них составлял 32 пуда, далее шли колокола весом 10 пудов 27 фунтов, 5 пудов 19 фунтов и т. д. Колоколами, наряду с церковной утварью, церковь снабдил Сидоров. Стоимость храма оценивалась в 11 800 рублей. В церкви имелся трёхъярусный резной иконостас. Для покрытия под лак его колонн и резьбы была использована белая краска, гладких мест — розовая. С левой стороны от царских врат в иконостасе находилась чтимая икона Казанской Божией Матери, написанная художником Александром Васильевичем Васильевым из города Скопина, обучавшимся в Академии художеств. Солея возвышалась на одну ступень.
Деревянный продолговатый в плане храм имел гранёный алтарь, несколько уширенный основной объём, скромную трапезную и паперть с колокольней. Завершением храма служили четырёхгранный шатёр с окнами и глава.
19 октября 1882 года состоялось освящение храма, совершённое митрополитом Московским Иоанникием в сослужении настоятеля Данилова московского монастыря архимандрита Амфилохия (Сергиевского-Казанцева), ризничего Чудова монастыря иеромонаха Сергия, благочинного села Всехсвятского Московского уезда протоиерея Никанора Румянцева и священника села Аксиньина Василия Успенского. Церковь являлась первым из череды храмов, освящённых митрополитом Иоанникием в Московской губернии. Пением при освящении храма и во время божественной литургии занимались певчие Московского Чудовского хора. Затем состоялось посещение митрополитом келий настоятельницы и сестёр. Одновременно с того же года в Спасской церкви продолжались богослужения, но они включали лишь ранние литургии и молебны для больных и немощных сестёр. По другим данным, Спасская церковь была возобновлена в 1899 году. В 1896 году Казанский храм считался главным храмом монастыря. В 1910 году его состояние оценивалось как хорошее. Когда обитель была закрыта, храм был лишён глав, появились пристройки, а он стал использоваться как жилой дом. В 1970 году произошёл окончательный слом здания.

### Троицкий собор

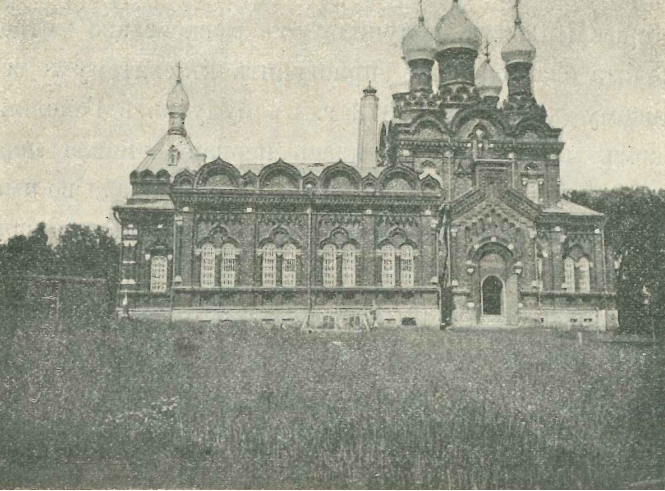
Троицкий собор в 1912 году

Со временем и Казанская церковь перестала вмещать молящихся насельниц и паломников. В 1884 году купец Сидоров обращался к митрополиту Иоанникию за разрешением расширить храм за счёт пристройки приделов с правой и левой сторон, но получил следующий ответ владыки: «Потерпите, может быть, Бог даст, что у вас будет и каменный храм». В 1885 году вологодским купцом, потомственным почётным гражданином Николаем Никитичем Киселёвым, супруга которого была похоронена в обители, было принято решение о постройке каменной церкви. Автором проекта, одобренного строительным отделением Московского губернского управления, выступил архитектор А. П. Белоярцев. Закладка обширного пятиглавого трёхпрестольного соборного храма во имя Святой Троицы состоялась после литургии 1 сентября 1885 года; она наряду с литургией была совершена епископом Дмитровским Мисаилом (Крыловым). Уже через два года состоялось освящение собора (холодного храма), совершённое митрополитом Московским Иоанникием в сослужении благочинного общежительных монастырей настоятеля Волоколамского Иосифова монастыря архимандрита Сергия, настоятеля московского в честь Покрова Пресвятой Богородицы монастыря архимандрита Андрея, благочинного села Спасского Тушина священника Николая Буровцева и протоиерея Ростовского Рождественского женского монастыря Аристарха Израилева, который являлся клириком церкви во имя святого Стефана Пермского при 1-й московской мужской гимназии и автором исторического описания монастыря, изданного в 1889 году, а также священника села Аксиньина Василия Успенского и местного священника Василия Раевского. Во время литургии в сан игуменьи была возведена монахиня Филарета. Для пения во время освящения и божественной литургии использовались лишь сёстры. Сумма, в которую оценивалась постройка собора, составляла 47 500 рублей. Купец Киселёв снабдил собор и всем необходимым. 6 сентября 1887 года состоялось освящение благочинным села Спасского Тушина священником Николаем Буровцевым тёплого правого придела в честь Черниговской иконы Божией Матери, а архимандритом Амфилохием (Сергиевским-Казанцевым) — тёплого левого придела во имя равноапостольной Марии Магдалины. Правый придел был устроен в честь Черниговской иконы Божией Матери как спасшей жену купца от смерти, а левый во имя равноапостольной Марии Магдалины из-за того, что покойная носила это имя.

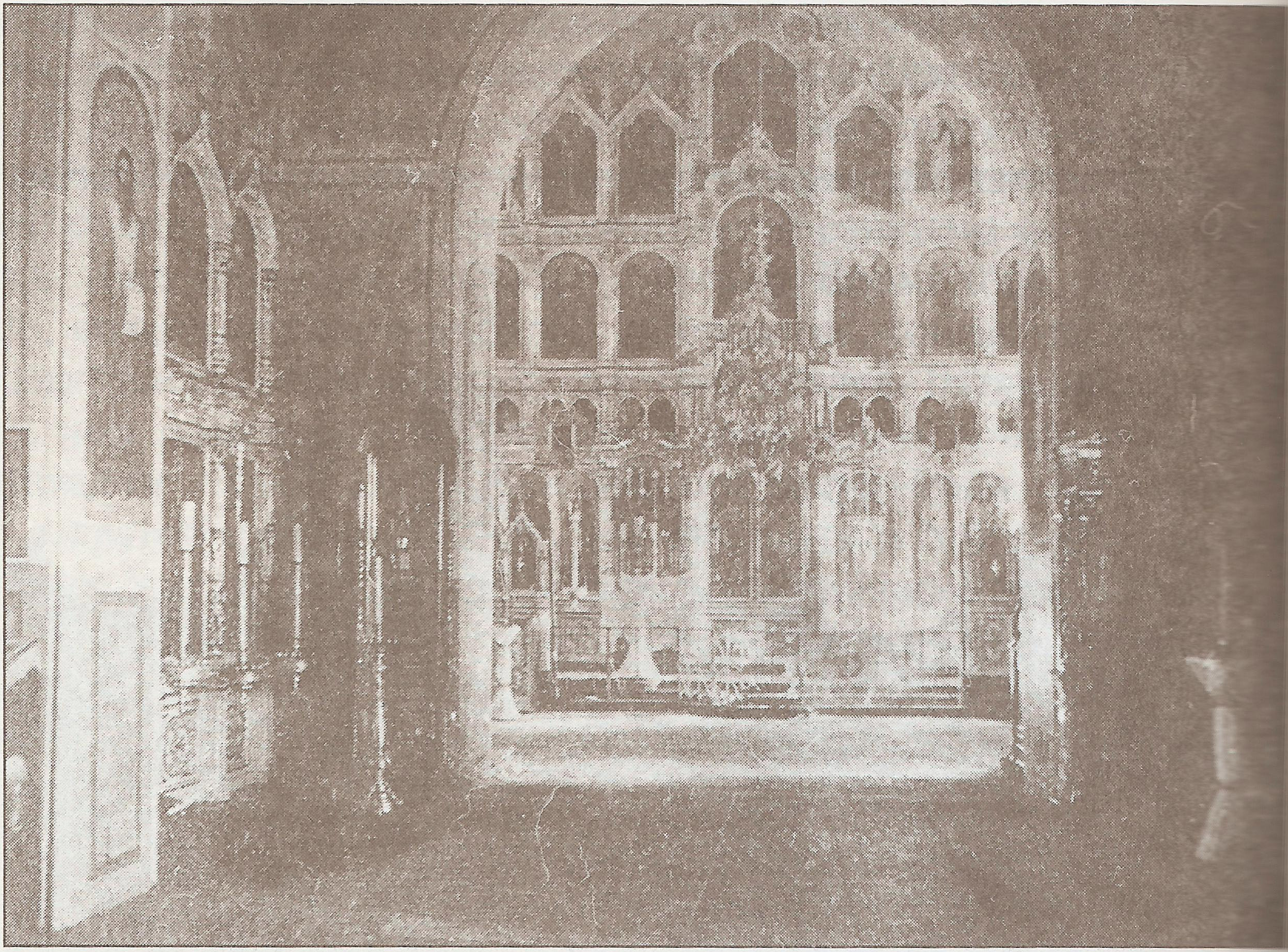
Интерьер собора

Внутренняя длина собора, выдержанного в «русском вкусе», от западных дверей трапезы (широкой с приделами) до восточной стены алтаря составляла 13 сажень 1 аршин, ширина алтаря — 3 сажени 1¼ аршина, самой церкви — 4 сажени ¾ аршина, трапезы — 10 саженей 1 аршин. Высота собора вместе с куполом и средней главой до креста составляла 11 сажень 2,5 аршина. Для освещения храма использовались 28 окон (4 в алтаре, два ряда по 4 в церкви, 16 в трапезе): 14 проёмов с северной стороны, а 14 с южной. Были созданы у западной стены трапезы небольшие возвышенные хоры. Три входа вели из южной, северной и западной папертей. Внутренние размеры последней составляли 1 сажень 2¾ аршина длины и 3 сажени 1¼ аршина ширины, включая два отделения по бокам. Установленные иконостасы, несмотря на одинаковую форму, отличались: для основного придела был предназначен четырёхъярусный, в то время как для боковых — двухъярусные. В качестве украшения иконостасов была использована резьба, а для покрытия под лак — краска из белил и кобальта (светло-голубого цвета). Возвышение солеи в главном приделе составляет две ступени, а в боковых — одна. Обустройство ризницы произошло над западной папертью. Были расписаны своды и стены собора; средства на это выделил Павел Васильевич Корнев, крестьянин села Рогачёва Дмитровского уезда. Сам собор располагался на западной стороне монастыря, на расстоянии 12½ сажень от Казанского храма. После постройки собора под его трапезной, около её северо-западного угла напротив придела Марии Магдалины, была устроена усыпальница, куда была перенесена жена Киселёва, сначала захороненная на расстоянии 2,5 сажень от храма на его восточной стороне. Над её гробом поместили мраморную плиту, верх которой отличался изображением восьмиконечного креста и слов над ним в полукружии «да будет воля Твоя». Ниже была надпись о захороненной. Также в склепе были захоронены и другие родственники купца. В 1910 году состояние храма оценивалось как хорошее. Окончательное разрушение собора, перестроенного после закрытия монастыря в четырёхэтажный жилой дом, произошло летом 1970 года.

### Колокольня
Объект культурного наследия народов РФ федерального значения. Рег. № 771410295160006 (ЕГРОКН). Объект № 7710360000 (БД Викигида)

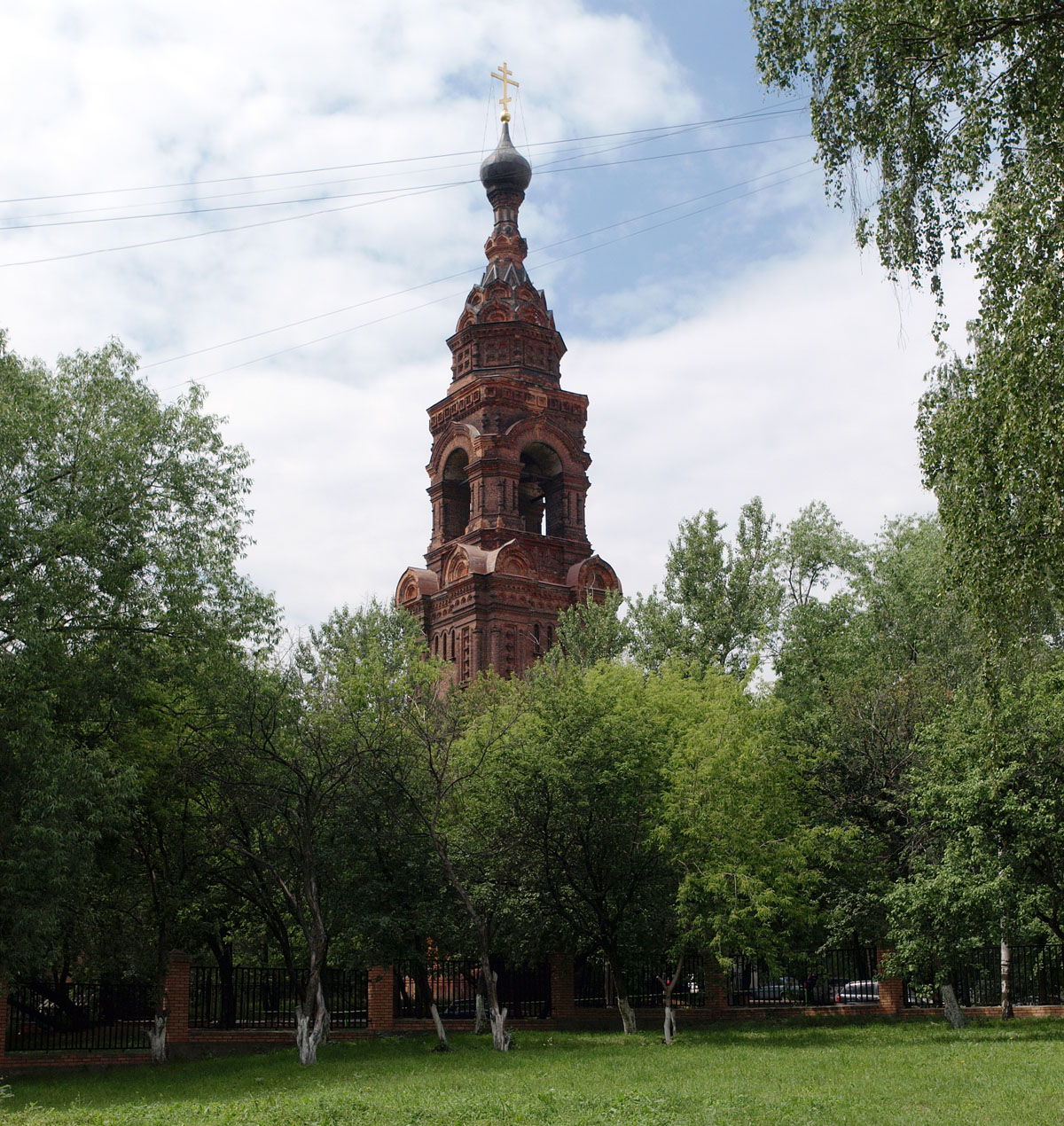
Колокольня обители. Современный вид

Так как возведённая в 1882 году колокольня, имевшая невзрачный вид и требовавшая частого ремонта, к 1910 году обветшала, то архитектором А. А. Латковым был составлен проект нового сооружения. Возведение новой, трёхъярусной колокольни, призванное ознаменовать 25-летие монастыря, относится к 1911—1913 годам. Датой закладки колокольни было избрано 8 июля 1911 года, день престольного праздника Казанской иконы Божией Матери. Её высота — 25 саженей (около 40 м) — равнялась количеству лет с момента основания обители, а памятная доска была заложена в основание. Колокольня была возведена в русском стиле, что подтверждалось её насыщенностью русским декором, и в панораме обители сразу вышла на первый план; завершением её высокого, стройного трёхъярусного объёма служили шатёр и главка. После закрытия монастыря колокольня использовалась как склад. В 1980-х годах внутри ничего не было, была в запущенности; есть данные о висевшем в 1982 году замке. К 1990 году относится раскрытие внутренности колокольни, в результате чего произошли её разорение и выломка лестниц. От забора сохранились лишь остатки.
По данным 1992 года, несмотря на оставшийся на маковке крест, произошли уничтожение покрытия самой луковки и сохранение лишь металлического каркаса. Выступившее наружу кирпичное основание шатра говорило о разрушении его крыши. В 1992 году колокольня, являющаяся зажатой многоэтажными домами, была приписана к приходу Знаменского храма в Аксиньине. Затем был начат ремонт. Освящение часовни в честь Казанской иконы Божией Матери, устроенной в колокольне, состоялось в августе 1997 года. Его совершил викарий Московской епархии архиепископ Истринский Арсений (Епифанов) в сослужении благочинного Всехсвятского церковного округа протоиерея Стефана Пристая и настоятеля Знаменского храма в Аксиньине протоиерея Иоанна Мазова (ум. в 2001 году). Пристроенный вскоре к колокольне алтарь пришлось разобрать из-за протестов местных жителей. В 1997 году по соседству с колкольней предполагалось построить новый храм, который так и не был построен. Богослужения проводят священники Знаменского храма: так, по субботам совершаются водосвятные молебны с акафистом Казанской иконе Божией Матери и панихиды. Является охраняемым памятником архитектуры с охранным номером 476. За последние годы было проведено электричество, убран строительный мусор и приобретены новые колокола. Водосвятный молебен с чином освящения этих колоколов, закреплённых на колокольне в декабре 2012 года, совершён 2 июля того же года.
Первая за долгое время на территории бывшего монастыря литургия состоялась в колокольне 12 февраля 2016 года.

### Прочие постройки

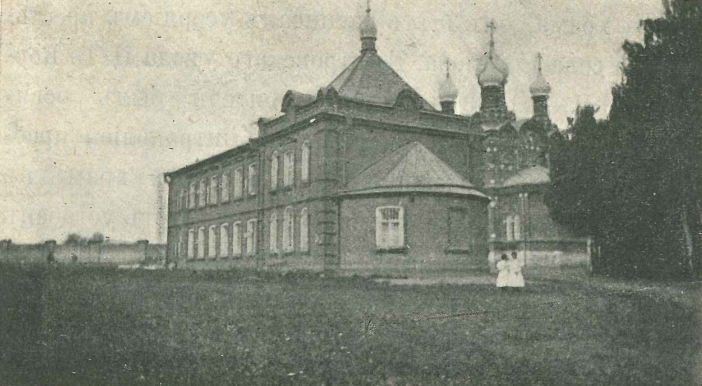
Больничная церковь во имя мученицы Акилины в 1912 году

В 1884 году в обители были 8 благоустроенных домов, способных вмещать 80 монашествующих. В 1889—1892 годах состоялось возведение каменного двухэтажного больничного корпуса, в котором разместились больничная церковь во имя мученицы Акилины (освящена в 1893 году), автором проекта которой летом 1889 года выступил архитектор А. В. Петров и стоимость которой составляла 6860 рублей, кельи, больница (первый этаж), богадельня для престарелых насельниц (второй этаж) и «читальня»; средства на постройку были выделены воскресенской купчихой Акилиной Алексеевной Смирновой (монахиней Рафаилой). Свой вклад внёс сергиево-посадский купец И. Е. Ефимов: он закончил отделку корпуса после смерти Смирновой, душеприказчиком которой являлся. Сумма, в которую оценивалась постройка корпуса, составляла 20 000 рублей. Больничная церковь, оформленная в эклектическом духе с имитацией «обрамлений древнерусских оконных и дверных проёмов», представляла собой двухсветный объём. В 1898 году проект А. А. Латкова был использован для возведения каменной пристройки к корпусу с больничной церковью и обновления последней. Когда монастырь был закрыт, больничный корпус, расположенный рядом с колокольней, был лишён апсиды и главы с крестом и отведён под жилые помещения. На слом корпус пошёл в конце 1970 года, после чего на его месте возвели жилой дом.
Закладка каменной ограды «прекрасной архитектуры», автором проекта которой выступил архитектор И. Т. Владимиров, в монастыре вместо деревянной состоялась в 1894 году. Над святыми вратами установили подарок иеросхимонаха Аристоклия (Амвросиева) — икону Божией Матери «Сладкое лобзание». Окончание строительства каменной ограды, равно как и устроение конного двора и квасоварни, относится к 1906 году, когда во главе монастыря стояла игуменья Евгения. Средства известного московского благотворителя почётного гражданина М. П. Аристова были использованы для открытия в 1900 году школы грамотности в отдельном корпусе; освящение последнего совершил в 1901 году епископ Дмитровский Трифон (Туркестанов). Стоимость здания школы составляла 3000 рублей. Двухэтажный корпус был возведён на месте бывшей оранжереи Головиной. Аристов также приобрёл все школьные принадлежности на сумму около 5 тысяч рублей.
Таким образом, уже в конце XIX века с юго-западной стороны обители существовал архитектурный ансамбль с «единством культового назначения и характера художественного воплощения». Деревянные жилые и хозяйственные постройки, большинство которых было одноэтажными, занимали местность в основном к северо-востоку от обители, за садом и прудами, один из которых находился в центре, а другой на востоке монастыря.
В число построек, возведённых в монастыре к 1910-м годам с помощью благотворителей, вошли деревянные двухэтажный флигель со Спасской церковью (верхний этаж) и шестью кельями (нижний этаж), расположенный на северной стороне монастыря; двухэтажный корпус на той же стороне (расположен был параллельно флигелю на расстоянии 4,5 сажень; длина его равнялась 7 саженям и 1 аршину, а ширина — 7 саженям), на нижнем этаже которого находились покои настоятельницы, а на верхнем — пять сестринских келий; одноэтажный корпус с семью кельями на северо-восточной стороне, построенный в 1888 году на каменном фундаменте в размерах 11 саженей в длину и 4 сажени в ширину; другой одноэтажный корпус на южной стороне, недалеко от Казанского храма, с шестью кельями, построенный в том же году на каменном фундаменте в размерах 10 саженей в длину и 4 сажени в ширину; пять отдельных келий, каменная двухэтажная трапезная (возведена на деньги купца Н. И. Силуанова; автор проекта — архитектор обители в 1898—1908 годах А. А. Латков), «хлебенная», житница и службы (в том числе погреба). В 1904 году архитектором А. А. Латковым был создан проект, по которому вместо одноэтажного деревянного жилого здания возвели каменный двухэтажный корпус келий. Иногда упоминается некий больничный корпус стоимостью 8000 рублей. К постройкам монастыря, находившимся за оградой обители, относились два дома с запада, предназначенные для священника и диакона, а также просфорнические кельи с северо-запада, три гостиницы (их стоимость составляла 18 200 рублей), скотный двор с северо-востока, на котором в 1889 году жили 5 послушниц под смотрением старшей рясофорной монахини, и там же дом для рабочих. Как в самой обители, так и за её оградой земля была использована для разбивки небольшого фруктового сада, парка с липовыми и берёзовыми аллеями, расположенного с северо-западной стороны обители на четырёх десятинах, цветников, выкапывания обширного глубокого пруда и нескольких колодцев.
Московский журналист А. А. Ярцев на рубеже XIX—XX веков оставил такое описание монастыря:

…Обитель расположена просторно, на приволье. Все её здания блестят чистотой и новизной, сгруппировались уютно и оставили ещё много места для будущих построек.

Самый симпатичный уголок между двумя храмами, деревянным и новым каменным, вблизи которых нашли себе вечный покой отошедшие туда, где нет ни печали, ни воздыханий.
Вследствие ходатайства Сидорова 20 марта 1885 года император разрешил отвести выбранный купцом участок земли под кладбище для общины. Вслед за этим последовало предписание губернского управления московскому уездному исправнику допустить захоронение не только сестёр, но и других людей из числа благотворителей и родственников купца Сидорова, при этом кладбище должно было быть окопано канавой. На кладбище к моменту его уничтожения были захоронены академик живописи К. В. Лемох, его жена и внук, клирики и жертвователи обители.Так как местность территории обители была низменной и болотистой, то при возведении зданий учитывалось и это.

### После 1917 года
К 1917 году в обители, представлявшей собой целый ансамбль русского стиля, были возведены 4 храма с 6 престолами. К периоду после 1930 года относятся передача зданий монастыря рабочим рядом расположенной ткацкой фабрики им. Петра Алексеева, перестройка Спасской церкви под общежитие (для студентов и военнослужащих), а Троицкого собора — в четырёхэтажный жилой дом. Фотографии 1969 — начала 1970 года говорят о том, что Казанский храм был обезглавлен, а каменный корпус больницы с церковью святой мученицы Акилины и двухэтажный корпус келий были в сохранности. В 1970-х годах произошёл генеральный снос всех зданий и корпусов обители, а её территорию использовали под застройку многоквартирными домами. Так, на месте церкви Всемилостивого Спаса возвели семиэтажный дом, а на месте больницы с церковью святой мученицы Акилины — 12-этажный. К 1970 году было закончено уничтожение остатков и кладбища, территория которого была использована для постройки пяти- и семиэтажных жилых домов, а также психиатрического диспансера Головинского района. Новое, Головинское кладбище после 1945 года разместилось рядом — через поле на пригорке.

## Святыни и реликвии

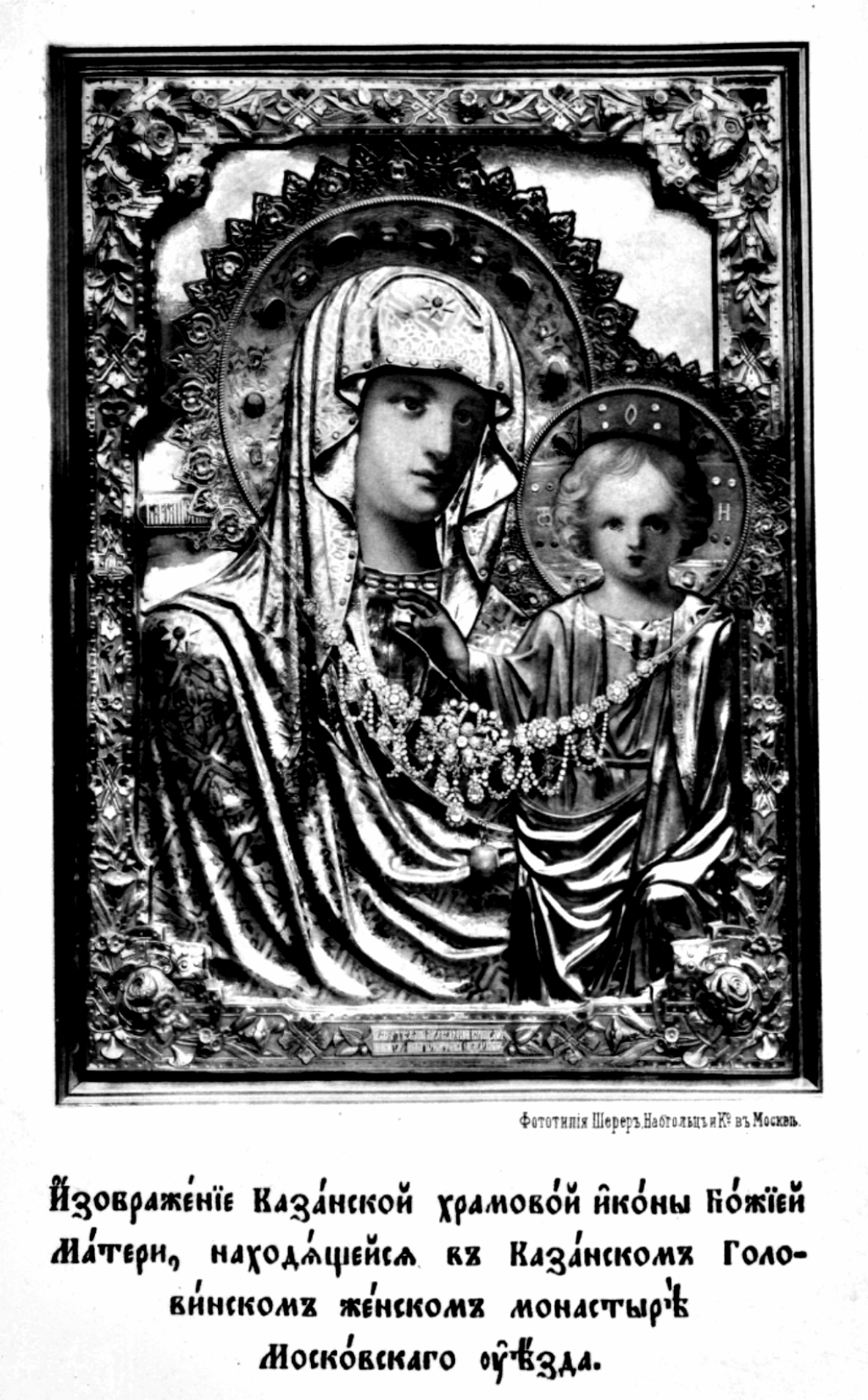
Казанская икона Божией Матери, хранившаяся в монастыре

В монастырь ещё Гулиным и первыми сёстрами была принесена почитаемая Казанская икона Божией Матери, находившаяся затем в иконостасе Казанского храма, слева от царских врат. Создание иконы, написанной академиком А. В. Васильевым для старца Гулина (иногда указывается как его келейная икона), датируется примерно 1860—1862 годами; её высота — 1¼ аршина (по другим данным, 20 вершков), высота — 14½ вершка. Согласно некоторым данным, Богоматерь была облачена на образе в тёмно-пурпуровую мантию, а над её главой был небольшой позолоченный венчик. Украшениями иконы с 1882 года служили созданные на средства купца Сидорова позолоченная серебряная риза 84-й пробы, вызолоченная через огонь, и венец с драгоценными камнями. Перед иконой ещё в 1872 году каждый вечер читали акафисты «Пресвятой Богородице» и «Иисусу Сладчайшему» сёстры. Этот образ использовался в монастыре для крестных ходов 8 июля (в день празднования Казанской иконы Божией Матери) и 27 июля (в день открытия обители). Вследствие приписывавшейся иконе чудодейственной силы её переносили в Троицкий собор на каждое богослужение. После закрытия монастыря икона была сохранена насельницами в Знаменской церкви села Аксиньина, где она, по данным на 1990 год, находилась у клироса главного придела с севера. Видевшая образ М. Марина так описывала впечатления от него:

…Ни одно, когда-либо виденное мной, изображение Пресвятой Девы Марии с Предвечным Младенцем так не запечатлелось в моей памяти, как этот чудный лик Божией Матери, в котором было что-то особенное небесное, вдохновенное, неотразимое, скорбное.
Купец Сидоров также подарил несколько икон монастырю, которые хранились в Троицком храме. Так, справа от царских врат был помещён Нерукотворный образ Спасителя (родовой образ купца); украшением иконы служила сребропозлащённая риза с эмалью 1875 года, выполненная фабрикантом А. А. Овчинниковым, ценой 700 рублей. Высота образа составляла 15,5 вершков, ширина же 13¾ вершка. Местом нахождения другого Нерукотворного образа Спасителя являлся алтарь. Икона была выполнена на кипарисовой доске, высота которой составляла 3 вершка, а ширина — 2½ вершка, и украшена сребропозлащённой ризой (84-й пробы) с эмалью, созданной в 1875 году после того, как купца этим образом благословил иеродиакон Серафим. Храмовый образ Святой Троицы, являвшийся родовым образом его матери и подаренный Сидоровым сёстрам в 1887 году, приурочив к освящению монастырского собора, имел высоту 9¾ (по другим данным, 9¼) вершка, ширину поларшина и обрамление в виде чеканной сребропозлащённой ризы. На лицевой стороне последней имелись следующие стихи: «Авраам мужей триех странных приемлет,/ Поклонся к земли, ноги их объемлет / И пречестне их в дому своем учреждает./ Бог его Сый в сих благословляет,/ Сарре сказуя сына родити,/ Смеющейся же ей рече сему быти».

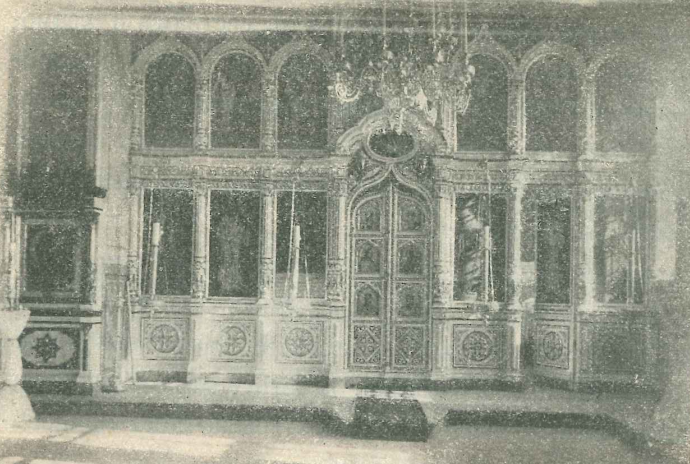
Придельный иконостас Троицкого собора в 1912 году

Чтимая Черниговская икона Божией Матери, хранившаяся в правом приделе Троицкого собора, являлась маленьким «снимком» с образа из пещерного храма Гефсиманского скита Троице-Сергиевой лавры, почитавшегося чудотворным. Согласно преданию, этот образ достался в 1879 году купчихе Марье Петровне Киселёвой (1844—1885), которая являлась супругой благотворителя монастыря Н. Н. Киселёва, в качестве подарка от иеромонаха преподобного Варнавы (Меркулова). Когда в ночь на 30 июня 1882 года произошло крушение поезда Москва — Крым на Курской железной дороге, купчиха осталась в живых по молитвам перед иконой. Об этом событии рассказывала памятная резная надпись серебряной пластины на образе, помещённая мужем купчихи. В том же году Киселёва для украшения иконы использовала сребропозлащённую ризу с эмалью в венце и по её углам. Также есть данные о том, что со стороны Киселёвой поступили 40 000 рублей на строительство собора. Высота образа составляла 2⅞ вершка, а ширина 2¼ вершка.
Особый столик, устроенный «в форме аналогия», использовался в Троицком соборе для хранения под стеклом трёх серебряных позолоченных крестов с частицами мощей. Надписи на оборотной стороне креста, который был пожертвован В. Головиной в 1872 году в домовую Спасскую церковь, и в верхнем конце его сбоку содержали перечисление вложенных святынь, а именно — частиц Креста Господня и ризы Господней, камня от Гроба Господня, ризы и пояса Богородицы, мощей святого Иоанна Предтечи, апостолов Марка, Матфея, Луки, святителей Василия Великого, Григория Богослова, Иоанна Златоуста, Николая Чудотворца, Никифора Константинопольского, великомучеников Пантелеимона, Георгия Победоносца и Димитрия Солунского, равноапостольного князя Владимира, священномученика Василия Амасийского, мучеников Андрея Стратилата и Агафоника, преподобных Макария Великого, Иоанна Лествичника, Сергия Радонежского, Макария Калязинского и других. Крест являлся четвероконечным (концы непрямоугольные), без рукояти. Его длина составляла 3 вершка, поперечная ширина 3⅜ вершка, а толщина — ¼ вершка. Лицевая сторона креста была резной.
Другой крест также имел четыре непрямоугольных конца. Его длина составляла 2,5 вершка, поперечная ширина 2⅛ вершка, а толщина — 3/16 вершка. В отличие от чеканной лицевой стороны, обратная сторона являлась гладкой с кружками по концам и кружком в средине. Эти кружки содержали надписи: верхний — «препод. Анастасий диакон», средний — «мощи Варсонофия Казанского», нижний — «препод. Никодим просфорник», правый — «мощи п. Германа Свияжского», левый — «мощи св. Гурия Казанского».
К 1888 году относится пожертвование старцем московского Златоустовского монастыря иеросхимонахом Иоанном обители серебряного позлащённого креста на стальной цепочке, в котором, согласно сокрытым записочкам, имелись частицы мощей апостола Андрея, митрополита Московского святого Филиппа (Колычева), князя Михаила Черниговского, преподобного Ефрема Новоторжского, святой праведной Елизаветы, матери Предтечи, и других святых, имена которых не были поименованы. Длина креста составляла 2⅞ вершка, поперечная ширина 2¼ вершка, а толщина — ⅜ вершка. В отличие от чеканной лицевой стороны, обратная сторона креста была совершенно гладкой.
Тот же столик собора использовался для хранения под стеклом и складня с двумя серебряными створами, изготовленного, судя по надписи на створах, в 1732 году. Его длина составляла 6⅛ вершка, а ширина — 3,5 вершка. В складне хранился образ Божией Матери «Всех скорбящих Радость», который помещался в его средину, в чеканной сребро-позлащённой ризе. Длина образа составляла 3⅞ вершка, а ширина — 3⅛ вершка. Сребро-позлащённый крестик, являвшийся четвероконечным и имевший длину 1⅝ вершка, поперечную ширину 1⅛ вершка, вставлялся вверху складня в серебряной полукруглой пластинке. Согласно надписям на обратной стороне креста в нём хранились частицы ризы Богородицы, мощей преподобных Моисея Угрина, Марка Гробокопателя, Илии Муромца и Иоанна Многострадального, а также «Ефрема Епископа, Николы Святоши». Также внизу обратной стороны написаны слова «1732 года августа 9 дня». Путём использования резьбы на створах сделаны были изображения Иоанна Воина, Николая Чудотворца, праведных Иоакима и Анны, мученика Никиты и великомученицы Екатерины.
Возле трапезной Троицкого собора (на запад от её юго-западного угла на расстоянии трёх аршин) 20 октября 1888 года, после отпевания в Златоустовском монастыре, был похоронен почитаемый насельницами духовник старец иеросхимонах Иоанн. Местом погребения купчихи Киселёвой стала особая усыпальница рядом с Магдалинским приделом собора. Первую настоятельницу монастыря похоронили в склепе возле деревянной церкви, но, по записанным в мае 1970 года свидетельствам, из-за проблем с сыростью через 21 год её перезахоронили в новом склепе и новом гробу.

## Оценки
Известный московский журналист А. А. Ярцев на рубеже XIX—XX веков писал о монастыре:

 Общее впечатление этой внешней картины, как и везде в немноголюдных и нешумных монастырях, успокаивающее, навевающее на душу и мир, и отраду. Настроение, которое вы принесли с собой из города, — это сложное, нервное, тревожное настроение, постепенно смывается волною светлых и живых впечатлений, и город с его житейскою суетою уходит куда-то далеко, далеко….

## Комментарии
1. ↑  Иногда указывается 1839 год. См.: Паламарчук П. Г. Сорок сороков. — М.: АО «Книга и бизнес», АО «Кром», 1992. — Т. 1. Кремль и монастыри. — С. 360. — 416 с. — 30 000 экз. — ISBN 5-212-00501-9.
2. ↑  Иногда указывается, что это сам Гулин с согласия жены, по свидетельству её же и других лиц, принял постриг сначала в монахи с именем Михаил, а затем в схимонахи под именем Николай. См.: Израилев Аристарх. Описание Казанского, Головинского общежительного женского монастыря. — М., 1889. — С. 13.; Никольский А. Казанский Головинский общежительный женский монастырь близ Москвы // Кормчий. — М., 1891. — № 42. — С. 496—498.; Паламарчук П. Г. Сорок сороков. — М.: АО «Книга и бизнес», АО «Кром», 1992. — Т. 1. Кремль и монастыри. — С. 360. — 416 с. — 30 000 экз. — ISBN 5-212-00501-9.
3. ↑  По данным на 1889 год, она состояла казначеей монастыря. См.: Израилев Аристарх. Описание Казанского, Головинского общежительного женского монастыря. — М., 1889. — С. 19.
4. ↑  Подробный рассказ о данных событиях, записанный со слов свидетельницы первой настоятельницы обители Магдалины, содержится в статье А. А. Ярцева. См.: Ярцев А. А. Подмосковные прогулки. V. Прошлое и настоящее Головинского монастыря // Лампада. — М., 2007. — № 3 (54). — С. 4—5. Архивировано 4 марта 2016 года.
5. ↑  По другим данным, имя художника было М. Н. Васильев. См.: Вайнтрауб Л. Р., Карпова М. Б., Скопин В. В. Храмы Северного округа. — М., 1997. — С. 145.
6. ↑  По другим данным, 8 десятин. См.: Марина М. Головино // Русский архив. — М., 1915. — № 9—10. — С. 47.; Паламарчук П. Г. Сорок сороков. — М.: АО «Книга и бизнес», АО «Кром», 1992. — Т. 1. Кремль и монастыри. — С. 363. — 416 с. — 30 000 экз. — ISBN 5-212-00501-9.
7. ↑  Иногда указывается 1880 год. См.: Паламарчук П. Г. Сорок сороков. — М.: АО «Книга и бизнес», АО «Кром», 1992. — Т. 1. Кремль и монастыри. — С. 361, 363. — 416 с. — 30 000 экз. — ISBN 5-212-00501-9.
8. ↑  По другим данным, купец просил митрополита ходатайствовать об этом перед Синодом. См.: Израилев Аристарх. Описание Казанского, Головинского общежительного женского монастыря. — М., 1889. — С. 22.
9. ↑  Иногда указывается, что это указ Св. Синода. См.: Паламарчук П. Г. Сорок сороков. — М.: АО «Книга и бизнес», АО «Кром», 1992. — Т. 1. Кремль и монастыри. — С. 360. — 416 с. — 30 000 экз. — ISBN 5-212-00501-9.; Денисов Л. И. Православные монастыри Российской империи. — М., 1908. — С. 512.
10. ↑  Копии этого документа (выдана в июле 1885 года) и указа Св. Синода от 4 сентября 1882 года за № 1032 (выдана 19 июля 1885 года) хранились впоследствии в ризнице общины. См.: Израилев Аристарх. Описание Казанского, Головинского общежительного женского монастыря. — М., 1889. — С. 23—24.
11. ↑  По другим данным, 2 декабря. См.: Израилев Аристарх. Описание Казанского, Головинского общежительного женского монастыря. — М., 1889. — С. 56.
12. ↑  По другим данным, по просьбе купца и вследствие увеличения числа сестёр, это сделал сам настоятель Иосифова Волоколамского монастыря архимандрит Сергий. См.: Израилев Аристарх. Описание Казанского, Головинского общежительного женского монастыря. — М., 1889. — С. 27.
13. ↑  По другим данным, это состоялось на год раньше, в 1885 году. См.: Зверинский В. В. Материал для историко-топографического исследования о православных монастырях в Российской империи. — СПб., 1890. — Т. 1. — С. 160, № 235.
14. ↑  Иногда упоминается рукодельня для девочек. См.: Русские монастыри и храмы. Историческая энциклопедия / Сост. и отв. ред. О. А. Платонов. — М.: Институт русской цивилизации, 2010. — С. 221. — 688 с. — ISBN 978–5–902725–61–9.
15. ↑  По другим данным, было реквизировано 9 пудов 1 фунт 23 золотника ценностей, куда вошли не только серебро с драгоценностями, но и облачения. См.: История московских районов / под ред. К. А. Аверьянова. — М., 2005. — С. 332—335. — 830 с.
16. ↑  По другим данным, ликвидация артели произошла в 1923 году по распоряжению властей: «Ликвидация артели монахинь. Президиум Краснопресненского райсовета по вопросу о ликвидации земледельческой артели монахинь Головинского монастыря создал специальную комиссию в составе председателей МОЗО, ОТСОБЕСА и др.» См.: Паламарчук П. Г. Сорок сороков. — М.: АО «Книга и бизнес», АО «Кром», 1992. — Т. 1. Кремль и монастыри. — С. 364. — 416 с. — 30 000 экз. — ISBN 5-212-00501-9.; История московских районов / под ред. К. А. Аверьянова. — М., 2005. — С. 332—335. — 830 с.; Вайнтрауб Л. Р., Карпова М. Б., Скопин В. В. Храмы Северного округа. — М., 1997. — С. 153.
17. ↑  Протоиерей Израилев ссылается на указ из Московской духовной консистории местному благочинному, датируемый сентябрём 1882 года. См.: Израилев Аристарх. Описание Казанского, Головинского общежительного женского монастыря. — М., 1889. — С. 25.
18. ↑  Главный престол в храме был освящён во имя Святой Троицы по просьбе купца Сидорова, хотевшего, чтобы родовой образ его матери Св. Живоначальной Троицы стал местным, храмовым. Купец Киселёв дал согласие на это. См.: Израилев Аристарх. Описание Казанского, Головинского общежительного женского монастыря. — М., 1889. — С. 41.
19. ↑  По другим данным, устроение усыпальницы произошло только в 1904 году архитектором В. И. Шервудом. См.: Вайнтрауб Л. Р., Карпова М. Б., Скопин В. В. Храмы Северного округа. — М., 1997. — С. 152.
20. ↑  При этом Государственная инспекция по охране памятников архитектуры и градостроительства г. Москвы в 1980 году датировала её 1886 годом, что, по мнению исследователя П. Г. Паламарчука, является ошибочным и не подтверждается фотографиями и описаниями монастыря. См.: Паламарчук П. Г. Сорок сороков. — М.: АО «Книга и бизнес», АО «Кром», 1992. — Т. 1. Кремль и монастыри. — С. 366. — 416 с. — 30 000 экз. — ISBN 5-212-00501-9.
21. ↑  По другим данным, деревянного. См.: Вайнтрауб Л. Р., Карпова М. Б., Скопин В. В. Храмы Северного округа. — М., 1997. — С. 149.
22. ↑  По другим данным, к этому году относится её возведение. См.: Паламарчук П. Г. Сорок сороков. — М.: АО «Книга и бизнес», АО «Кром», 1992. — Т. 1. Кремль и монастыри. — С. 367. — 416 с. — 30 000 экз. — ISBN 5-212-00501-9.; Денисов Л. И. Православные монастыри Российской империи. — М., 1908. — С. 512.
23. ↑  По другим данным, эта одноглавая церковь должна была быть устроена «с восточной стороны при корпусе, в связи с ним»; планируемые размеры составляли 12 саженей длины и 4,5 сажени ширины. См.: Израилев Аристарх. Описание Казанского, Головинского общежительного женского монастыря. — М., 1889. — С. 50.
24. ↑  Иногда указывается, что школа грамоты и рукоделия, рассчитанная на 20 приходящих девочек, действовала с 1899 года (Паламарчук П. Г. Сорок сороков. — М.: АО «Книга и бизнес», АО «Кром», 1992. — Т. 1. Кремль и монастыри. — С. 360. — 416 с. — 30 000 экз. — ISBN 5-212-00501-9.; Денисов Л. И. Православные монастыри Российской империи. — М., 1908. — С. 513.) или с 1901 года (Паламарчук П. Г. Сорок сороков. — М.: АО «Книга и бизнес», АО «Кром», 1992. — Т. 1. Кремль и монастыри. — С. 363. — 416 с. — 30 000 экз. — ISBN 5-212-00501-9.).
25. ↑  Иногда упоминается, что в корпусе для настоятельницы, поставленном в 1896 году на средства серпуховского фабриканта И. Н. Коншина, были размещены рукодельные и иконописная мастерская. См.: Паламарчук П. Г. Сорок сороков. — М.: АО «Книга и бизнес», АО «Кром», 1992. — Т. 1. Кремль и монастыри. — С. 361, 363. — 416 с. — 30 000 экз. — ISBN 5-212-00501-9.
26. ↑  Иногда упоминаются некий большой двухэтажный каменный корпус, каменные амбары (Паламарчук П. Г. Сорок сороков. — М.: АО «Книга и бизнес», АО «Кром», 1992. — Т. 1. Кремль и монастыри. — С. 361. — 416 с. — 30 000 экз. — ISBN 5-212-00501-9.) и двухэтажный каменный трапезный корпус (КОЛОКОЛЬНЯ. Aksinino-hram. Дата обращения: 13 июня 2015. Архивировано 15 июня 2015 года.)
27. ↑  Иногда упоминается лишь одна двухэтажная каменная гостиница для богомольцев. См.: Израилев Аристарх. Описание Казанского, Головинского общежительного женского монастыря. — М., 1889. — С. 38.; Паламарчук П. Г. Сорок сороков. — М.: АО «Книга и бизнес», АО «Кром», 1992. — Т. 1. Кремль и монастыри. — С. 362. — 416 с. — 30 000 экз. — ISBN 5-212-00501-9.
28. ↑  По другим данным, к моменту сноса было 5 храмов. См.: Русская православная церковь. Храмы. Москва. Энциклопедический справочник / Под общ. ред. В. Силовьева; сост. и автор А. В. Никольский. — М., 2003. — С. 256.
29. ↑  По данным 1926 года, эта передача зданий под жильё рабочим состоялась раньше указанного срока. См.: Иллюстрированный путеводитель по окрестностям Москвы / Под ред. Ю. С. Розенберга. — М., 1926. — С. 76.; Паламарчук П. Г. Сорок сороков. — М.: АО «Книга и бизнес», АО «Кром», 1992. — Т. 1. Кремль и монастыри. — С. 364. — 416 с. — 30 000 экз. — ISBN 5-212-00501-9.
30. ↑  Так, упоминается дом отдыха штаба РККА. См.: Романюк С. К. По землям московских сел и слобод: Между Камер-коллежским валом и современной границей города. — М., 1998. — С. 126.
31. ↑  Датировка основана на следующих данных. Гулин заказал образ академику, когда тот писал иконы для церкви Св. Великомученика Георгия в селе Новый Келец, освящённого в 1882 году. Это подтверждали священник села Димитрий Соловьёв в письме к игуменье Филарете от 10 октября 1888 года и жена самого Гулина. См.: Израилев Аристарх. Описание Казанского, Головинского общежительного женского монастыря. — М., 1889. — С. 34—35.
32. ↑  Текст надписи был следующий: «Въ память чудеснаго спасенія от смерти жены во время крушения поѣзда, произшедшаго 30 іюня 1882 г. утромъ въ 3 часа, на 296 верстѣ Курской желез. дор. между станціями Чернь и Бастыево, въ котором погибло болѣе 300 человѣк. Чудесное проявленіе настоящей иконы выразилось въ томъ, что вагонъ, в которомъ ѣхала жена моя, разломился на двое и одна половина его улетѣла в пропасть, а другая остановилась надъ пропастью». См.: Израилев Аристарх. Описание Казанского, Головинского общежительного женского монастыря. — М., 1889. — С. 44.; Никольский А. Казанский Головинский общежительный женский монастырь близ Москвы // Кормчий. — М., 1891. — № 12. — С. 143—144.